# Деріл Еванс
Деріл Томас Еванс (англ. Daryl Thomas Evans, нар. 12 січня 1961, Торонто) — канадський хокеїст, що грав на позиції крайнього нападника.

## Ігрова кар'єра
Професійну хокейну кар'єру розпочав 1981 року.
1980 року був обраний на драфті НХЛ під 178-м загальним номером командою «Лос-Анджелес Кінгс».
Протягом професійної клубної ігрової кар'єри, що тривала 11 років, захищав кольори команд «Лос-Анджелес Кінгс», «Вашингтон Кепіталс», «Торонто Мейпл-Ліфс» та деяких інших команд Північної Америки та Європи.
Загалом провів 113 матчів у НХЛ, включаючи 11 ігор плей-оф Кубка Стенлі.